# ミサイル打線
ミサイル打線（ミサイルだせん）は、毎日オリオンズ、大毎オリオンズ、ロッテオリオンズの打線の愛称である。

## 由来
1950年の毎日オリオンズ打線の抜群の破壊力（得点力）から、当時新兵器として脚光を浴びていたミサイルになぞらえて命名された。チーム名が大毎オリオンズに変わった1960年代、ロッテオリオンズに変わった1970年代の打線にもこの呼称が使われ、それぞれを「大毎ミサイル打線」と「ロッテミサイル打線」と区別して呼ぶこともある。

## 布陣

### （毎日）ミサイル打線
1950年の2リーグ分立にあたり設立された毎日オリオンズは、1リーグ時代に「ダイナマイト打線」と呼ばれ強打を誇っていた阪神タイガースから別当薫・土井垣武・本堂保次・呉昌征ら主力選手を引き抜き、加えてノンプロの強豪であった大洋漁業から主軸の河内卓司・戸倉勝城を獲得し、強力打線を形成した。ペナントレースでは、打率（.286）、本塁打（124）、得点（713）いずれも2位以下を大きく離してリーグトップであり、2位の南海ホークスに15ゲーム差をつけ独走でリーグ優勝を飾る。また、初の日本シリーズでは強打で「水爆打線」の異名を取っていた松竹ロビンスを破り、日本一に輝いた。
しかし、毎日がパ・リーグを主導する立場だったことから、リーグ戦力均衡のために戸倉勝城が阪急ブレーブスへ譲渡され、飛ぶボールも廃止されたことから、初代ミサイル打線が機能したのは一年だけだった。
※太字はリーグトップ
| 打順 | 守備 | 選手       | 打席 | 打率 | 本塁打 | 打点 | 盗塁 | 出塁率 | 長打率 | OPS   | 備考                                              |
| ---- | ---- | ---------- | ---- | ---- | ------ | ---- | ---- | ------ | ------ | ----- | ------------------------------------------------- |
| 1    | 三   | 河内卓司   | 右   | .286 | 5      | 53   | 28   | .332   | .383   | .715  |                                                   |
| 2    | 右   | 呉昌征     | 左   | .324 | 7      | 45   | 29   | .396   | .507   | .903  |                                                   |
| 3    | 中   | 別当薫     | 右   | .335 | 43     | 105  | 34   | .397   | .671   | 1.068 | シーズンMVP、本塁打王、打点王、ベストナイン（外） |
| 4    | 左   | 戸倉勝城   | 右   | .263 | 21     | 96   | 22   | .312   | .502   | .814  |                                                   |
| 5    | 捕   | 土井垣武   | 右   | .322 | 15     | 72   | 16   | .387   | .479   | .866  | ベストナイン（捕）                                |
| 6    | 二   | 本堂保次   | 右   | .306 | 12     | 84   | 13   | .346   | .434   | .780  | ベストナイン（二）                                |
| 7    | 一   | 西本幸雄   | 左   | .254 | 1      | 18   | 13   | .329   | .325   | .654  |                                                   |
| 8    | 遊   | 今久留主功 | 右   | .252 | 0      | 7    | 7    | .320   | .306   | .626  |                                                   |
| 9    | 投   |            |      |      |        |      |      |        |        |       |                                                   |

| 守備 | 選手     | 打席 | 打率 | 本塁打 | 打点 | 盗塁 | 出塁率 | 長打率 | OPS  | 備考 |
| ---- | -------- | ---- | ---- | ------ | ---- | ---- | ------ | ------ | ---- | ---- |
| 一   | 片岡博国 | 右   | .303 | 4      | 26   | 1    | .365   | .477   | .842 |      |
| 外   | 伊藤庄七 | 右   | .287 | 4      | 26   | 6    | .348   | .436   | .785 |      |

### 大毎ミサイル打線
1960年の大毎オリオンズ打線は、チーム打率（.262）と得点（547）がリーグ1位、本塁打数も1位に3本差の2位（100本）を誇る強力打線だった。同年6月にはプロ野球タイ記録の18連勝を記録。この間の得点は1試合平均5.1点、また失点も平均2.4点と投打の噛み合わせも抜群で、最終的には2位の南海ホークスとの4ゲーム差の接戦を制した。
同年の大毎投手陣は、主に先発投手として起用された中西勝己、若生智男、三平晴樹が順に16勝、13勝、12勝で、当時の優勝チームとしては珍しく先発20勝投手がいなかったものの、主にリリーフとして起用された小野正一が救援勝利だけで21勝（計33勝）をあげており、瞬間的な打線の爆発力が表れている。
4番打者の山内和弘は打率.313でタイトルは逃したが、本塁打王（32本）と打点王（103打点）の二冠に輝き、シーズンMVPに選出された。3番打者の榎本喜八は打率.344で首位打者のタイトルを獲得。阪神タイガース時代に4番も務めていた2番打者の田宮謙次郎は、打率.317をマークした。この3人は全試合出場を果たした上、打率ランキング、出塁率ランキング、安打ランキングの上位3位を独占した。
しかし同年の日本シリーズでは大洋ホエールズ投手陣と三原脩の奇策により、第1戦、第2戦ともに打線が不振を極めた。特に第2戦では苦肉の策として敢行した谷本稔のスクイズプレイが失敗し、これが監督の西本幸雄を辞任させる事態にまで発展した（詳細は西本幸雄の項を参照のこと）。第3戦は打線が繋がるも惜敗、第4戦はまたも貧打に戻り、0勝4敗のストレート負けを喫した。
翌1961年以降もリーグ上位の打力を誇っていたが、次第に右肩下がりとなった。1963年限りで田宮は引退、オフには山内が阪神タイガースの主力投手である小山正明とトレード、葛城も中日ドラゴンズに移籍など打線を支えた主力選手がチームを去り、事実上の終焉を迎えた。
チーム名も1964年から1968年までは東京オリオンズに変わるが、この間はチームの方針を守りを重視するものに変化したことから、ミサイル打線は一時中断。孤軍奮闘する中距離打者の榎本喜八に長打を求めるなど、チーム方針のちぐはぐさも目立った。
| 打順 | 守備 | 選手       | 打席 | 打率 | 本塁打 | 打点 | 盗塁 | 出塁率 | 長打率 | OPS  | 備考                                              |
| ---- | ---- | ---------- | ---- | ---- | ------ | ---- | ---- | ------ | ------ | ---- | ------------------------------------------------- |
| 1    | 遊   | 柳田利夫   | 右   | .249 | 12     | 34   | 13   | .300   | .396   | .697 |                                                   |
| 2    | 中   | 田宮謙次郎 | 左   | .317 | 12     | 62   | 13   | .403   | .489   | .892 | ベストナイン（外）                                |
| 3    | 一   | 榎本喜八   | 左   | .344 | 11     | 66   | 15   | .433   | .506   | .939 | 首位打者、ベストナイン（一）                      |
| 4    | 左   | 山内和弘   | 右   | .313 | 32     | 103  | 5    | .395   | .580   | .975 | シーズンMVP、本塁打王、打点王、ベストナイン（外） |
| 5    | 三   | 葛城隆雄   | 右   | .295 | 5      | 43   | 7    | .326   | .382   | .709 |                                                   |
| 6    | 捕   | 谷本稔     | 右   | .265 | 3      | 43   | 0    | .313   | .336   | .650 |                                                   |
| 7    | 二   | 坂本文次郎 | 右   | .256 | 7      | 38   | 5    | .269   | .372   | .641 |                                                   |
| 8    | 右   | 矢頭高雄   | 右   | .227 | 5      | 40   | 5    | .257   | .303   | .560 |                                                   |
| 9    | 投   |            |      |      |        |      |      |        |        |      |                                                   |

| 守備 | 選手     | 打席 | 打率 | 本塁打 | 打点 | 盗塁 | 出塁率 | 長打率 | OPS  | 備考 |
| ---- | -------- | ---- | ---- | ------ | ---- | ---- | ------ | ------ | ---- | ---- |
| 捕   | 醍醐猛夫 | 右   | .204 | 3      | 13   | 2    | .229   | .298   | .527 |      |
| 遊   | 八田正   | 左   | .259 | 4      | 25   | 12   | .320   | .369   | .689 |      |

### ロッテミサイル打線
チーム名が1969年に東京オリオンズからロッテオリオンズに変わり、その球団名で初のリーグ優勝を果たした1970年の打線は、打率、本塁打、得点全てリーグ1位であり、また投手陣の好成績も相まって、2位を10.5ゲーム引き離す独走優勝となった。
タイトルに輝くほどの突出した成績を残した打者はいなかったが、出塁率の高い榎本喜八を1番、犠打と長打を使い分ける池辺巌を2番に据えたことで、安定した得点力を確保することに成功した。1番打者から6番打者までが2桁本塁打を放ち、6番打者の山崎裕之が75打点を記録するなど、上位・下位幅広く得点が期待できる打線だった。また、6月には濃人渉派の一掃を図っていた中日球団との対立で任意引退状態となっていた江藤愼一が加入、大きな戦力となったが、翌年は濃人監督が江藤を4番一塁に固定したことから、榎本は出場機会を失った。
この1970年前後から、シーズンによって多少の浮き沈みはあったものの、有藤通世と山崎裕之を中心に、打線は総じてリーグ上位の打撃力を保ち続け、有藤、レロン・リー、レオン・リー、落合博満らが主軸を担った1980年代前半頃までは、オリオンズの好調な打線を指す意味で、東京オリオンズ時代には使わなかった大毎時代の打線の呼称である「ミサイル打線」が再び使われるようになった。
| 打順 | 守備 | 選手                 | 打席 | 打率 | 本塁打 | 打点 | 盗塁 | 出塁率 | 長打率 | OPS  | 備考               |
| ---- | ---- | -------------------- | ---- | ---- | ------ | ---- | ---- | ------ | ------ | ---- | ------------------ |
| 1    | 一   | 榎本喜八             | 左   | .284 | 15     | 39   | 7    | .384   | .465   | .850 |                    |
| 2    | 中   | 池辺巌               | 右   | .274 | 22     | 61   | 14   | .312   | .456   | .768 | 犠打シーズン1位    |
| 3    | 右   | アルト・ロペス       | 左   | .313 | 21     | 69   | 4    | .344   | .495   | .838 |                    |
| 4    | 左   | ジョージ・アルトマン | 左   | .319 | 30     | 77   | 3    | .385   | .580   | .965 | ベストナイン（外） |
| 5    | 三   | 有藤通世             | 右   | .306 | 25     | 80   | 27   | .380   | .542   | .922 | ベストナイン（三） |
| 6    | 二   | 山崎裕之             | 右   | .247 | 25     | 75   | 15   | .298   | .451   | .749 | ベストナイン（二） |
| 7    | 捕   | 醍醐猛夫             | 右   | .242 | 5      | 49   | 5    | .295   | .306   | .602 |                    |
| 8    | 遊   | 千田啓介             | 右   | .226 | 1      | 13   | 16   | .266   | .305   | .570 |                    |
| 9    | 投   |                      |      |      |        |      |      |        |        |      |                    |

| 守備  | 選手     | 打席 | 打率 | 本塁打 | 打点 | 盗塁 | 出塁率 | 長打率 | OPS  | 備考 |
| ----- | -------- | ---- | ---- | ------ | ---- | ---- | ------ | ------ | ---- | ---- |
| 一    | 前田益穂 | 右   | .313 | 7      | 25   | 4    | .387   | .489   | .876 |      |
| 外/一 | 江藤愼一 | 右   | .288 | 11     | 31   | 1    | .409   | .541   | .950 |      |